# Luciano Vicentín
Luciano Vicentín (Paraná, 4 de abril de 2000) é um jogador de voleibol argentino que atua na posição de ponteiro.

## Carreira

### Clube
Vicentín começou a praticar voleibol no clube Argentino Juniors, que ficava em frente à sua casa. Inicialmente jogava com mulheres já que não havia um time masculino. Depois, uma breve passagem pelos Estudiantes que consequentemente o levou ao Paracao Voley, por onde jogou na Liga A2 – segunda divisão do campeonato argentino – na temporada 2017–18. Do Paraná viajou para Buenos Aires para fazer parte do elenco do River Plate, por onde atuou durante 2 anos.
Em 2020, o ponteiro argentino se mudou para o continente europeu para jogar pelo BBTS Bielsko-Biała, time da segunda divisão do campeonato polonês, onde foi vice-campeão na temporada 2020–21. No ano seguinte foi anunciado como o novo reforço do VfB Friedrichshafen, clube com o qual conquistou o título da Copa da Alemanha de 2021–22, sendo eleito o melhor jogador da competição.
Em agosto de 2023, Vicentín foi anunciado como o novo reforço do Ziraat Bankası Ankara para disputar a primeira divisão do campeonato turco.

### Seleção
Vicentín disputou o Campeonato Mundial Sub-19 de 2017, terminando a competição na décima segunda colocação. No ano seguinte conquistou o título dos Jogos Sul-Americanos ao vencer a seleção chilena por 3 sets a 2.
Estreou na seleção adulta argentina em 2019 pelo Campeonato Sul-Americano, sediado no Chile, ficando com a medalha de prata ao ser derrotado na final pela seleção brasileira.

## Títulos
VfB Friedrichshafen
- Copa da Alemanha: 2021–22

## Clubes
| Anos      | Clube                 |
| --------- | --------------------- |
| 2017–2018 | Paracao Voley         |
| 2018–2020 | River Plate           |
| 2020–2021 | BBTS Bielsko-Biała    |
| 2021–2023 | VfB Friedrichshafen   |
| 2023–     | Ziraat Bankası Ankara |

## Prêmios individuais
- 2022: Copa da Alemanha – MVP
- 2023: Campeonato Sul-Americano – MVP